# S/2004 S 29
S/2004 S 29 è un satellite naturale irregolare del pianeta Saturno. In attesa della promulgazione di un nome definitivo da parte dell'Unione Astronomica Internazionale l'oggetto è tuttora noto mediante la sua designazione provvisoria.

## Storia
È un satellite naturale di Saturno e venne scoperto da Scott S. Sheppard, David Jewitt e Jan Kleyna il 7 ottobre 2019 in base alle osservazioni effettuate tra il 12 dicembre 2004 e il 17 gennaio 2007.
S/2004 S 29 ha un diametro di 4 km ed orbita attorno a Saturno ad una distanza media di 17,470 × 109 m in 858,77 giorni, con un'inclinazione di circa 44° rispetto all'equatore di Saturno; ha inoltre un'eccentricità di 0,472.

## Parametri orbitali
Il satellite è caratterizzato da un movimento progrado. Per le caratteristiche dei suoi parametri è considerato un membro del Gruppo Inuit.